# Voxel-Man

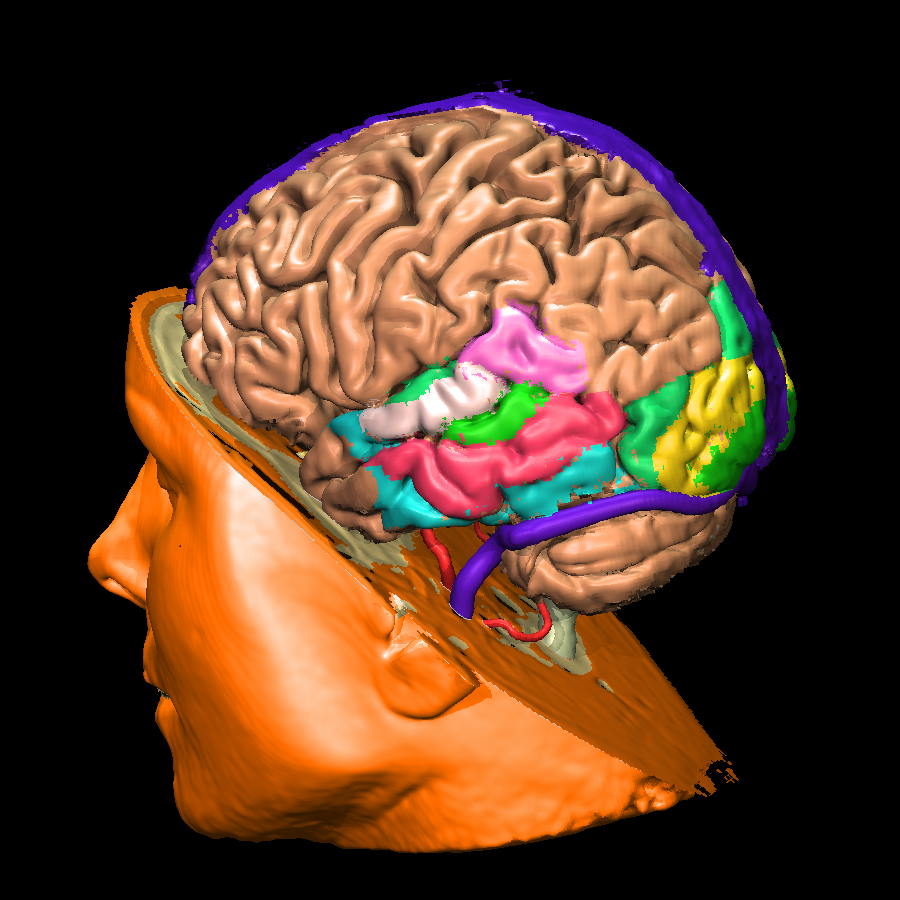
VOXEL-MAN-Darstellung eines menschlichen Gehirns erzeugt aus Daten der Magnetresonanztomographie. 1998

VOXEL-MAN ist der Name eines Programmsystems für die Erzeugung und Visualisierung dreidimensionaler digitaler Modelle des menschlichen Körpers aus Schnittbildern der Computertomographie, der Magnetresonanztomographie oder Photographie (z. B. des Visible-Human-Projekts). Es wurde am Universitätsklinikum Hamburg-Eppendorf von Karl Heinz Höhne und Mitarbeitern entwickelt. Seine Anwendungen reichen von interaktiven digitalen anatomischen Atlanten bis zu Chirurgiesimulatoren. Der Name ist von dem Fachwort Voxel abgeleitet, mit dem in der Computergraphik der Grundbaustein eines raumfüllenden digitalen Objekts bezeichnet wird (ein „dreidimensionales Pixel“). Gelegentlich wird das Wort Voxel-Man auch als generelle Bezeichnung für ein digitales Körpermodell benutzt.